# ثعلبية قصبية
الثعلبية القصبية نوع نباتي عشبي من جنس الثعلبية، ينتمي إلى الفصيلة النجيلية، واسمه العلمي (باللاتينية: Alopecurus arundinaceus) و(بالإنجليزية: Creeping Meadow Foxtail)‏.

## الموئل والانتشار
موطن النبات في بلاد الشام والمغرب العربي وتركيا وأوروبا.

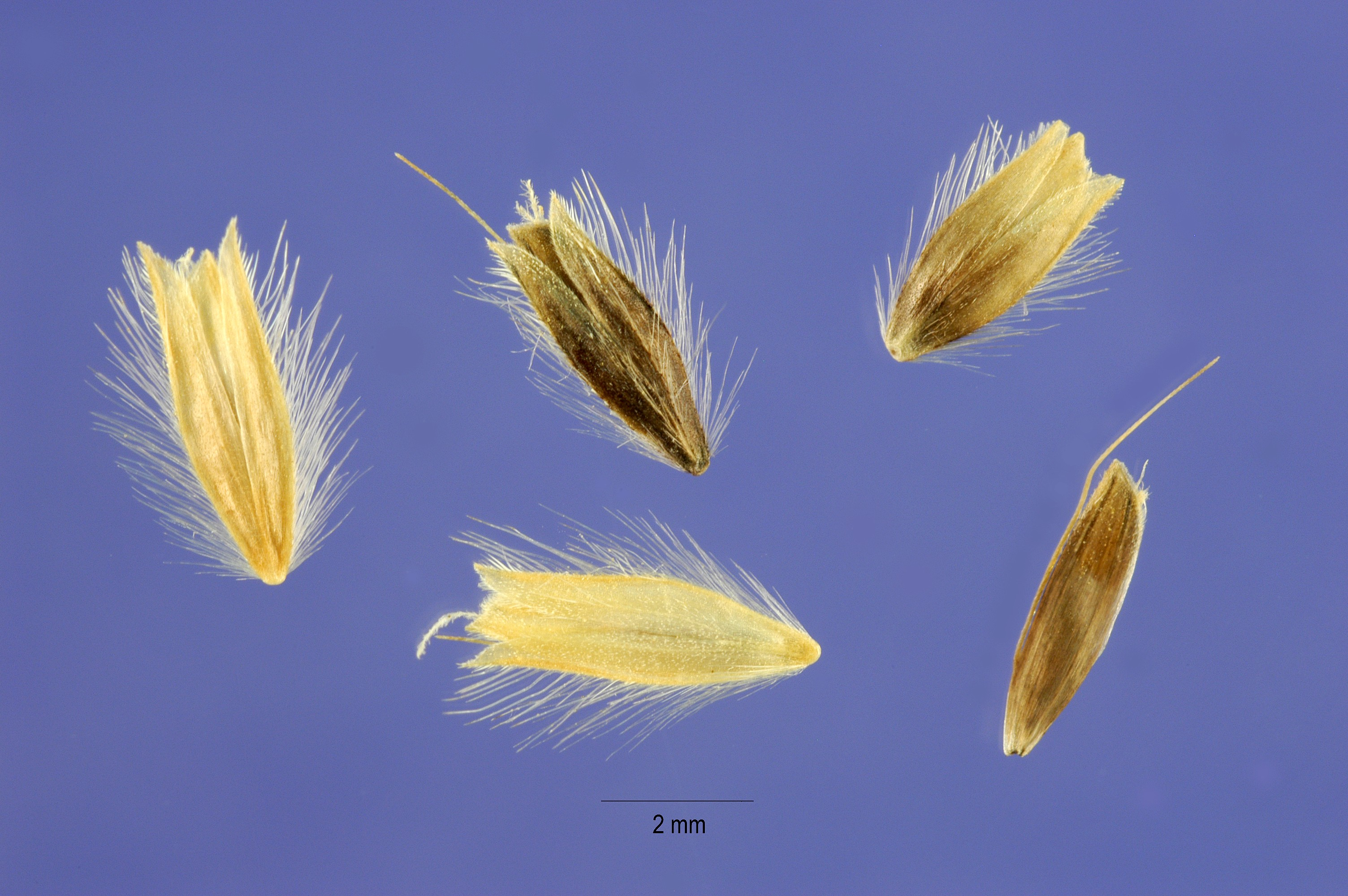

## الوصف النباتي
النبات عشبة معمرة تنتشر بالجذامير. يستعمل هذا النبات في المراعي ولمكافحة انجراف التربة.